# شات
شات (انگلیسی: Schott AG) شرکت شیشه‌سازی آلمانی است، که در سال ۱۸۸۴ تأسیس شد.